# Compsoctena
Compsoctena är ett släkte av fjärilar. Compsoctena ingår i familjen Eriocottidae.

## Dottertaxa tillCompsoctena, i alfabetisk ordning[1]
- Compsoctena aedifica
- Compsoctena aethalea
- Compsoctena africanella
- Compsoctena agria
- Compsoctena araeopis
- Compsoctena autoderma
- Compsoctena barbarella
- Compsoctena brachyctenis
- Compsoctena connexalis
- Compsoctena cossinella
- Compsoctena cossusella
- Compsoctena cyclatma
- Compsoctena delocrossa
- Compsoctena dermatodes
- Compsoctena expers
- Compsoctena fossoria
- Compsoctena furciformis
- Compsoctena indecorella
- Compsoctena inquinatalis
- Compsoctena insularis
- Compsoctena intermediella
- Compsoctena invariella
- Compsoctena isopetra
- Compsoctena leucoconis
- Compsoctena lycophanes
- Compsoctena media
- Compsoctena melitoplaca
- Compsoctena microctenis
- Compsoctena minor
- Compsoctena montana
- Compsoctena natalana
- Compsoctena numeraria
- Compsoctena ochrastis
- Compsoctena ostracitis
- Compsoctena pinguis
- Compsoctena primella
- Compsoctena psammosticha
- Compsoctena quassa
- Compsoctena reductella
- Compsoctena rudis
- Compsoctena rustica
- Compsoctena scoriopis
- Compsoctena scriba
- Compsoctena secundella
- Compsoctena similis
- Compsoctena spilophanes
- Compsoctena subauratana
- Compsoctena talarodes
- Compsoctena taprobana
- Compsoctena terrestris
- Compsoctena thwaitesii
- Compsoctena tridentifera
- Compsoctena umbripennis
- Compsoctena ursulella
- Compsoctena vilis